# Високобайрацька сільська рада
| Високобайрацька сільська рада — колишній орган місцевого самоврядування у Кропивницькому районі Кіровоградської області з адміністративним центром у с. Високі Байраки. Сільській раді були підпорядковані населені пункти: - с. Високі Байраки - с. Андросове - с. Рожнятівка - с. Червоний Кут |

## Склад ради
Рада складалася з 12 депутатів та голови.

### Керівний склад ради
| ПІБ                        | Основні відомості                                                                      | Дата обрання | Дата звільнення |
| -------------------------- | -------------------------------------------------------------------------------------- | ------------ | --------------- |
| Соменко Наталія Миколаївна | Сільський голова, 1973 року народження, освіта, Всеукраїнське об'єднання «Батьківщина» | 26.03.2006   | 31.10.2010      |
| Соменко Наталія Миколаївна | Сільський голова, 1973 року народження, освіта вища, позапартійна                      | 31.10.2010   | 22.04.2014      |

Примітка: таблиця складена за даними джерела

## Населення
Згідно з переписом УРСР 1989 року чисельність наявного населення сільської ради становила 1099 осіб, з яких 487 чоловіків та 612 жінок.
За переписом населення України 2001 року в сільській раді мешкали 1033 особи.

### Мова
Розподіл населення за рідною мовою за даними перепису 2001 року:
| Мова       | Відсоток |
| ---------- | -------- |
| українська | 95,35 %  |
| російська  | 3,68 %   |
| циганська  | 0,77 %   |
| білоруська | 0,19 %   |